# Архипова, Анна Григорьевна
А́нна Григо́рьевна Архи́пова (укр. Ганна Григорівна Архіпова, род. 5 апреля 1939, Пирятин) — народный депутат Украины 1-го созыва. Член КПСС с 1964 по 1991 годы. Депутат районного[какого?], городского[какого?] и Хмельницкого областного советов.

## Биография
Окончила Киевский государственный университет имени Т. Г. Шевченко, исторический факультет (1962). 
В 1956—1957 годах работала на рыбном комбинате в Приморске Ленинградской области. С 1952 года — в органах ЛКСМ Украины: инструктор Хмельницкого обкома (1962), второй секретарь Каменец-Подольского горкома (1962—1963), снова инструктор Хмельницкого обкома (1963—1965), лектор Славутского горкома, секретарь, второй секретарь Славутского райкома, первый секретарь Славутского горкома.
Выдвинута кандидатом в народные депутаты трудовым коллективом колхоза имени Чапаева в Славутском районе. 18 марта 1990 была избрана народным депутатом Украины по Славутскому избирательному округу № 406, сложила полномочия 10 мая 1994. За годы работы в Верховной Раде входила в группы «За социальную справедливость» и «Рада». Занимала должность главы подкомиссии по вопросам работы и быта женщин, Комиссии Верховной рады Украины по вопросам женщин, охраны семьи, материнства и детей.
Замужем, есть ребёнок.

## Награды
- Орден Дружбы народов